# Étienne Fournol
Pour les articles homonymes, voir Fournol.
Étienne Fournol, né le 16 juin 1871 à Saint-Affrique (Aveyron) et mort le 25 avril 1940 à Saint-Cloud, est un homme politique français.

## Biographie
Neveu de Paul Fournol, ancien député de l'Aveyron, il commence sa carrière dans l'administration, qu'il termine comme directeur au Ministère des Travaux Publics. Conseiller général en 1902, il est député de l'Aveyron de 1909 à 1914, inscrit au groupe de la Gauche démocratique.
Il est secrétaire de la Chambre en 1911 et 1912. Après sa défaire de 1914, il devient journaliste, collaborateur au Temps et historien.
Il est l'un des fondateurs de l'Union interparlementaire et s'investit beaucoup dans la création d'un réseau international d'Instituts français.
Il est inhumé au cimetière de Saint-Cloud (Hauts-de-Seine).

## Sources
- « Étienne Fournol », dans le Dictionnaire des parlementaires français (1889-1940), sous la direction de Jean Jolly, PUF, 1960 [détail de l’édition]